# Coubon

Coubon este o comună în departamentul Haute-Loire, Franța. În 2009 avea o populație de 3,054 de locuitori.